# Formidabile
Le Formidabile était le navire de tête des navires cuirassés de classe Formidabile, les premiers navires de ce type à être construits pour la nouvelle  Regia Marina italienne.
Formidabile et Terribile, ont toutes deux été construites en France, aux Forges et chantiers de la Méditerranée de La Seyne-sur-Mer ; Formidabile a été posé en décembre 1860, lancé en octobre 1861 et achevé en mai 1862. C'était un cuirassé à flancs larges, équipé de quatre canons de 203 mm (8 po) et de seize canons de 164 mm (6,5 po).
Le navire a participé à l'opération au large de l'île de Vis en 1866 pendant la troisième guerre d'indépendance italienne où il a réduit au silence les batteries côtières autrichiennes protégeant le port principal, mais il a été trop gravement endommagé pour participer à la bataille de Lissa qui a suivi. La carrière d'après-guerre du navire a été limitée en raison d'une combinaison de budgets navals considérablement réduits et de l'apparition de cuirassés plus modernes comme ceux de type  à batterie centrale. Le Formidabile a été utilisé comme navire-école à partir de 1887; il a été abandonné en 1903 et démoli pour la ferraille.

## Conception
Formidabile mesurait 65,8 mètres de long au total ; elle avait un maître-bau de 14,44 m et un tirant d'eau moyen de 5,45 m (17 pi 11 po). Son système de propulsion se composait d'une machine à vapeur marine à expansion unique qui entraînait une hélice, avec de la vapeur fournie par six chaudières à tubes de fumées rectangulaires alimentées au charbon. Les chaudières étaient ventilées par une seule cheminée. Son moteur a produit une vitesse de pointe de 10 nœuds (19 km/h) à partir de 1080 chevaux (810 kW). Il pouvait parcourir environ 1.300 milles marins (2.400 km) à sa vitesse maximale. Pour compléter sa machine à vapeur, le navire était gréé en goélette.
Formidabile était un cuirassé à bordée, portant toutes ses armes dans l'arrangement traditionnel de bordée. Il était armé d'une batterie principale de quatre canons de 203 mm (8 po) et de seize canons rayés à chargement par la bouche de 164 mm (6,5 po). La coque en bois du navire était gainée d'une armure de ceinture en fer forgé d'une épaisseur de 109 mm (4,3 po).